# Potamocypris
Potamocypris is een geslacht van kreeftachtigen uit de klasse van de Ostracoda (mosselkreeftjes).

## Soorten
- Potamocypris bituminicola Klie, 1940
- Potamocypris mandingensis Krutak, 1971
- Potamocypris smaragdina (Vavra, 1891)